# Court Tomb von Mweelin

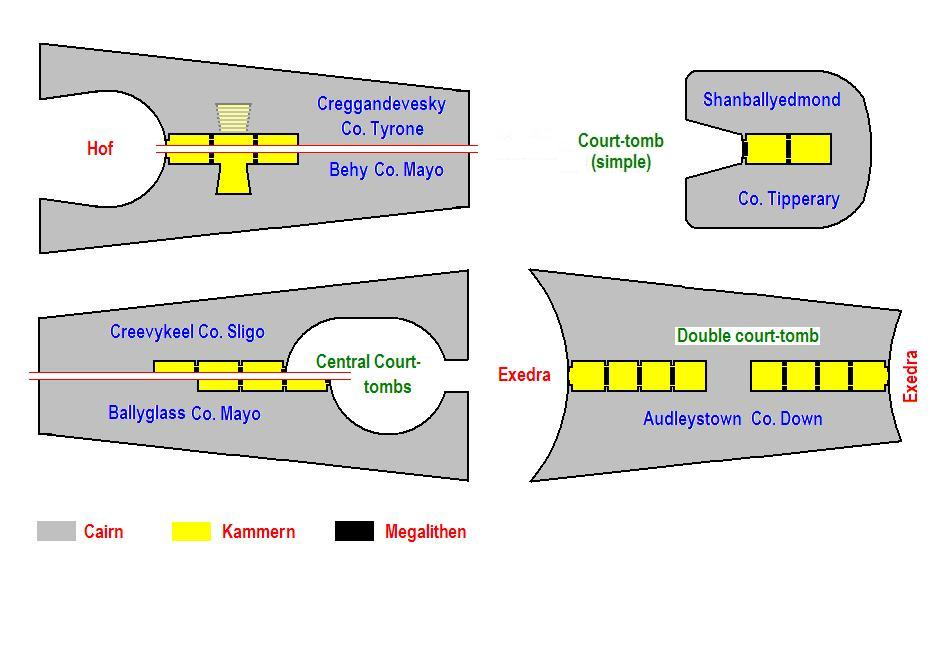
Grundrisse von Court Tombs

Das gestörte Court Tomb von Mweelin (irisch An Maoileann) liegt östlich von Letterfrack, südlich des Pollcappul Lough (See) im Connemara-Nationalpark (irisch Páirc Naisiúnta Chonamara) im County Galway in Irland.
Das Court Tomb liegt in den Resten eines bis zu 1,5 m hohen Cairns von etwa 18,0 × 16,0 m. Court Tombs gehören zu den megalithischen Kammergräbern (englisch chambered tombs) der irischen und britischen Inseln. Sie werden mit etwa 600 Exemplaren größtenteils in Ulster im Norden der Republik Irland und in Nordirland gefunden.
Das Südwest-Nordost orientierte Court Tomb hat eine etwa 6,0 m lange, 1,5 m breite nur teilweise erhaltene Galerie, mit zwei durch seitliche Türsteine getrennten Kammern. Ein Eintrittstein und Steine des Hofes liegen verstreut umher. Eine Feldmauer tangiert den Cairn und ein Pfad, der zu einer Heiligen Quelle (Tobar Maoileann) und einem alten Friedhof (penal burial ground) führt, überquert ihn.